# Sphaeronycteris toxophyllum
Sphaeronycteris toxophyllum is een zoogdier uit de familie van de bladneusvleermuizen van de Nieuwe Wereld (Phyllostomidae). De wetenschappelijke naam van de soort werd voor het eerst geldig gepubliceerd door Peters in 1882.